# Eupatula boopis
Eupatula boopis là một loài bướm đêm trong họ Noctuidae.